# Gaius Claudius Marcellus (konsul 50 f.Kr.)
Gaius Claudius Marcellus (88 f.Kr. – maj 40 f.Kr.) var en romersk senator, der tjente som konsul i 50 f.Kr. Han var ven af den romerske senator Cicero og en tidlig modstander af Julius Cæsar.
Han var også kendt for at have giftet sig med søsteren til den senere kejser Augustus, Octavia den Yngre, med hvem han bl.a. fik sønnen Marcellus, som i en periode var Augustus' påtænkte arving.

## Biografi

### Tidlige liv
Han var en direkte efterkommer af konsul Marcus Claudius Marcellus. Hans bedstefar hed også Marcus, mens hans far hed Gajus og hans mor hed Junia.

### Familie
I 54 f.Kr. havde Marcellus giftet sig med Octavia den Yngre, en grandniece af Julius Cæsar (og søster til den senere kejser Augustus), i en arrangeret ægteskab. Octavia fødte Marcellus tre overlevende børn: en søn, Marcus, og to døtre og Claudia Marcella den Ældre og Claudia Marcella den Yngre, født i Rom. Ifølge den anonyme Περὶ τοῦ καισαρείου γένους fødte Octavia Marcellus fire sønner og fire døtre.
På grund af Marcellus relativt høje alder da hans ægteskab med Octavia blev indgået, mener historikeren Ronald Syme, at han kunne have været gift før, noget der ikke er blevet nedskrevet. Historikeren Christian Settipani har spekuleret i, om hvorvidt Marcellus kunne have haft en datter, der var blevet gift med den romerske senator Sextus Quinctilius Varus (der var kvæstor i 49 f.Kr.), med en tidligere hustru. Denne Claudia Marcella ville så have været mor til Publius Quinctilius Varus og hans tre søstre.

### Modstander til Julius Cæsar
I 54 f.Kr. var Octavias grandonkel, Julius Cæsar, blevet ivrig efter, at Octavia skulle blive skilt fra Marcellus, så hun kunne blive gift med Pompejus, hans rival og svigersøn, der netop havde mistet sin hustru Julia (datter af Cæsar og dermed Octavias grandkusine). Men Pompejus afslog tilsyneladende forslaget, og Octavias mand fortsatte med at modsætte sig Julius Cæsar, hvilket kulminerede i året for hans konsulskab, 50 f.Kr., da han forsøgte at tilbagekalde Julius Cæsar fra hans ti-årige guvernørskab i Gallien to år før tid, uden hans hær, i et forsøg på at redde Den romerske republik. Da det ikke lykkedes, opfordrede han uden held Cæsar til at træde tilbage.
Han forhindrede også Cæsar i at stille op til et andet konsulskab in absentia, idet han insisterede på, at han skulle vende tilbage til Rom for at kunne stille op. På den måde måtte Cæsar give afkald på beskyttelsen fra sine hære i Gallien. Da Cæsar endelig invaderede Italien i 49 f.Kr., greb Marcellus, i modsætning til sin bror og nevø, ikke til våben mod ham. Cæsar benådede ham efterfølgende.

### Senere år
I 46 f.Kr., med hjælp fra andre senatorer, herunder Cicero, lykkedes det ham at gå i forbøn hos Cæsar for sin fætter M. Claudius Marcellus, en forhendværende konsul i 51 f.Kr. og en brændende modstander af Cæsar, som på det tidspunkt levede i eksil i Mytilini. Han døde i maj 40 f.Kr., fem måneder senere giftede hans enke, Octavia, sig med triumviren Marcus Antonius.